# Morciano di Romagna
Morciano di Romagna is een gemeente in de Italiaanse provincie Rimini (regio Emilia-Romagna) en telt 7148 inwoners (06-09-2015). De oppervlakte bedraagt 5,5 km², de bevolkingsdichtheid is 1314 inwoners per km².

## Demografie
Morciano di Romagna telt ongeveer 2494 huishoudens. Het aantal inwoners steeg in de periode 1991-2001 met 12,5% volgens cijfers uit de tienjaarlijkse volkstellingen van ISTAT.

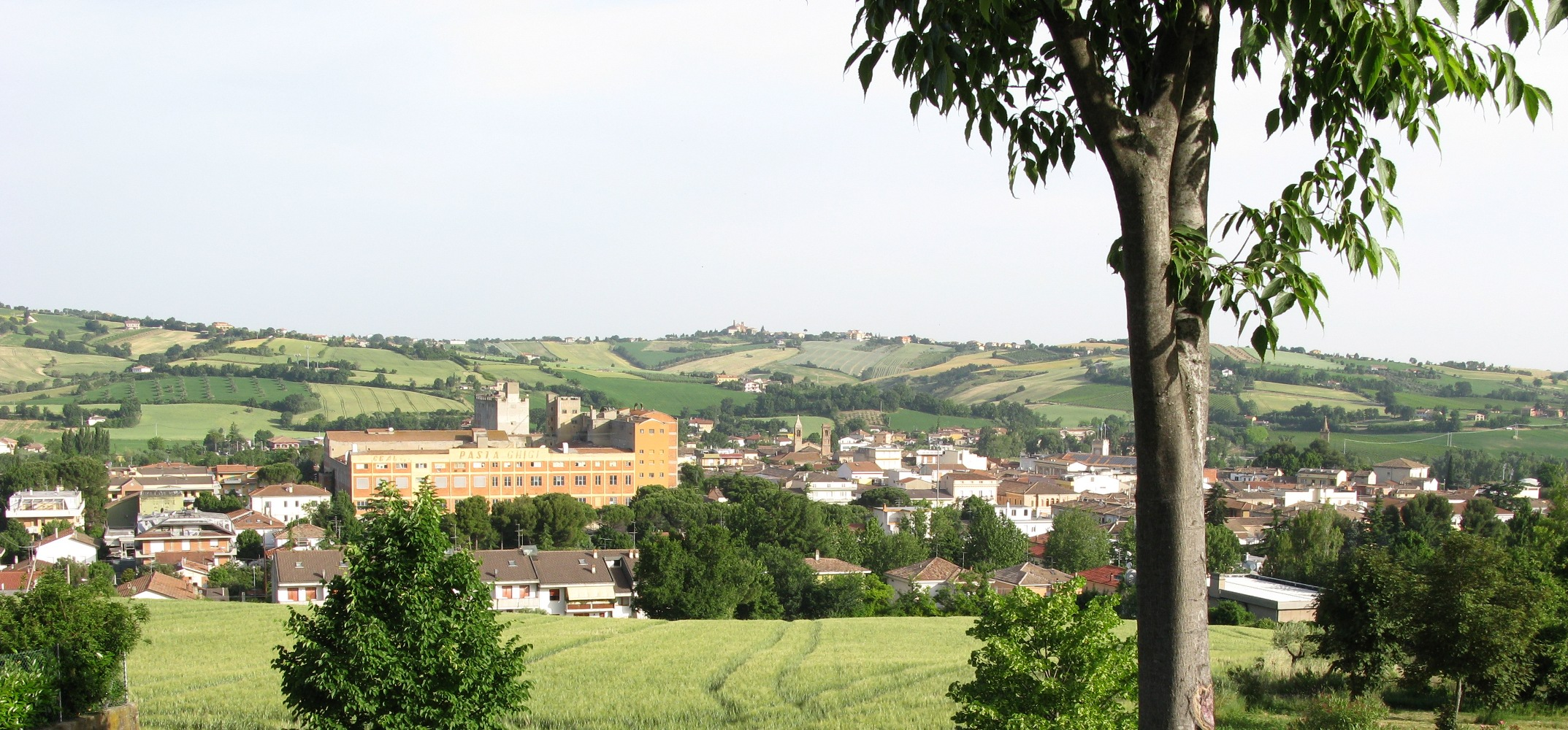
Morciano di Romagna

| Jaar | Inwoneraantal |
| ---- | ------------- |
| 1991 | 5323          |
| 2001 | 5988          |
| 2015 | 7148          |

## Geografie
De gemeente ligt op ongeveer 82 meter boven zeeniveau.
Morciano di Romagna grenst aan de volgende gemeenten: Montefiore Conca, Saludecio, San Clemente, San Giovanni in Marignano.
Bellaria-Igea Marina · Cattolica · Coriano · Gemmano · Misano Adriatico · Mondaino · Monte Colombo · Montefiore Conca · Montegridolfo · Montescudo · Morciano di Romagna · Poggio Berni · Riccione · Rimini · Saludecio · San Clemente · San Giovanni in Marignano · Santarcangelo di Romagna · Torriana · Verucchio
- Library of Congress Control Number: no2016152928
- Virtual International Authority File: 248767653

1. ↑  https://demo.istat.it/?l=it.